# Hirtella
Genre
Classification APG III (2009)
Synonymes
Selon Tropicos (10 mai 2022) :
- Brya Vell.
- Causea Scop.
- Cosmibuena Ruiz
- Salmasia Schreb.
- Sphenista Raf.
- Tachibota Aubl.
- Thelira Thouars
- Thelyra DC.
- Zamzela Raf.

Hirtella est un genre de plantes à fleurs de la famille des Chrysobalanaceae (anciennement des Rosaceae), dont l'espèce type est Hirtella americana L.. Ce sont des arbres et des arbustes.
Le genre Hirtella compte 108 (à 128 + 14 taxons infraspécifiques) espèces dont la plupart sont originaires d'Amérique tropicale et subtropicale, excepté Hirtella zanzibarica originaire de Zanzibar et Hirtella thouarsiana originaire de Madagascar. 

## Liste d'espèces
Selon GBIF (10 mai 2022) :
- Hirtella adderleyi Prance
- Hirtella adenophora Cuatrec.
- Hirtella aequatoriensis Prance
- Hirtella americana L.
- Hirtella angustifolia Schott
- Hirtella angustifolia Schott ex Spreng.
- Hirtella angustissima Sandwith
- Hirtella araguariensis Prance
- Hirtella aramangensis Prance
- Hirtella arenosa Prance
- Hirtella bahiensis Prance
- Hirtella barnebyi Prance
- Hirtella barrosoi Prance
- Hirtella beckii Prance
- Hirtella bicornis Mart. & Zucc.
  - H. bicornis var. bicornis
  - H. bicornis var. pubescens Ducke
- Hirtella brachystachya Spruce ex Hook.fil.
- Hirtella brachystachys Spruce ex Hook.f.
- Hirtella bullata Benth.
- Hirtella burchellii Britton
- Hirtella caduca Fanshawe & Maguire
- Hirtella carbonaria Little
- Hirtella castillana Prance
- Hirtella castilloana Prance
- Hirtella ciliata Mart. & Zucc.
- Hirtella cliffortia Vell., 1829
- Hirtella cliffortiana Vell.
- Hirtella conduplicata Prance
- Hirtella confertiflora Prance
- Hirtella cordifolia Prance
- Hirtella corymbosa Cham. & Schltdl.
- Hirtella couepiiflora Prance
- Hirtella cowanii Prance & Maguire
- Hirtella crusa Aguilar & D.Santam.
- Hirtella davisiae Sandwith
- Hirtella davisii Sandwith
- Hirtella deflexa Maguire
- Hirtella dorvalii Prance
- Hirtella duckei Huber
- Hirtella elongata Mart. & Zucc.
- Hirtella enneandra Cuatrec.
- Hirtella eriandra Benth.
- Hirtella excelsa Standl. ex Prance
- Hirtella fasciculata Prance
- Hirtella floribunda Cham. & Schltdl.
- Hirtella glabrata Pilg.
- Hirtella glandistipula Ducke
- Hirtella glandulistipula Ducke
- Hirtella glandulosa Spreng.
- Hirtella glaziouvii Taub.
- Hirtella glaziovii Taub.
- Hirtella gracilipes (Hook.fil.) Prance
- Hirtella guainiae Spruce ex Hook.fil.
- Hirtella guatemalensis Standl.
- Hirtella guyanensis (Fritsch) Sandwith
- Hirtella hebeclada Moric.
- Hirtella hebeclada Moric. ex DC.
- Hirtella hispidula Miq.
- Hirtella hoehnei Pilg.
- Hirtella indecora Schott ex Spreng., 1827
- Hirtella insignis Briq. ex Prance
- Hirtella juruenensis Pilg.
- Hirtella juruensis Pilg.
- Hirtella kuhlmannii Pilg.
- Hirtella lancifolia Ducke
- Hirtella latifolia Prance
- Hirtella lemsii L.O.Williams & Prance
- Hirtella leonotis Pittier
- Hirtella liesneri Prance
- Hirtella lightioides Rusby
- Hirtella longifolia Benth. ex Hook.fil.
- Hirtella longipedicellata Prance
- Hirtella macrophylla Benth. ex Hook.fil.
- Hirtella macrosepala Sandwith
- Hirtella magnifolia Prance
- Hirtella maguirei Prance
- Hirtella margae Prance
- Hirtella martiana Hook.fil.
- Hirtella mucronata Prance
- Hirtella mutisii Killip & Cuatrec.
- Hirtella myrmecophila Pilg.
- Hirtella myrmecophila Pilg. ex Ule
- Hirtella obidensis Ducke
- Hirtella octandra Willd.
- Hirtella orbicularis Prance
- Hirtella paniculata Sw.
- Hirtella papillata Prance
- Hirtella paraensis Prance
- Hirtella parviunguis Prance
- Hirtella pauciflora Little
- Hirtella pendula Sol. ex Lam.
- Hirtella physophora Mart. & Zucc.
- Hirtella pilosissima Mart. & Zucc.
- Hirtella pimichina Lasser & Maguire
- Hirtella piresii Prance
- Hirtella pohlii Hook.f.
- Hirtella prancei Asprino & Amorim
- Hirtella punctillata Ducke
- Hirtella racemosa Lam.
  - Hirtella racemosa var. hexandra (Willd. ex R. & S.) Prance
  - Hirtella racemosa var. hispida Prance
  - Hirtella racemosa var. racemosa
- Hirtella radamii Prance
- Hirtella rasa Standl.
- Hirtella recurva (Spruce ex Prance) Sothers & Prance
- Hirtella revillae Prance
- Hirtella rodriguesii Prance
- Hirtella rodriquesii Prance, 1972
- Hirtella roraimae Klotzsch, 1849
- Hirtella rugosa Thuill. ex Pers.
- Hirtella santosii Prance
- Hirtella scaberula Spruce ex Hook.fil.
- Hirtella scabra Benth.
- Hirtella schultesii Prance
- Hirtella silicea Griseb.
- Hirtella silicia Griseb., 1860
- Hirtella sprucei Benth. ex Hook.fil.
- Hirtella standleyi Baehni & J.F.Macbr.
- Hirtella subglanduligera Pilg.
- Hirtella subscandens Spruce ex Hook.fil.
- Hirtella suffulta Prance
- Hirtella tentaculata Poepp. & Endl.
- Hirtella tenuifolia Prance
- Hirtella thouarsiana Baill. ex Laness.
  - H. thouarsiana subsp. abrupte-acuminata (F.White) Prance
  - H. thouarsiana subsp. obtusifolia (F.White) Prance
  - H. thouarsiana subsp. parvifolia (F.White) Prance
  - H. thouarsiana subsp. thouarsiana
- Hirtella tocantina Ducke
- Hirtella tomentella Schott ex Spreng., 1827
- Hirtella triandra Sw.
  - H. triandra subsp. media (Standl.) Prance
  - H. triandra subsp. punctulata (Miq.) Prance
  - H. triandra subsp. triandra
- Hirtella trichotoma Prance
- Hirtella tubiflora Cuatrec.
- Hirtella ulei Pilg.
- Hirtella vesiculosa Suess.
- Hirtella zanzibarica Oliv.
  - H. zanzibarica subsp. megacarpa (R.A.Graham) Prance
  - H. zanzibarica subsp. zanzibarica

Selon World Checklist of Selected Plant Families (WCSP) (14 juin 2012) :
- Hirtella adderleyi Prance (1972)
- Hirtella adenophora Cuatrec. (1956)
- Hirtella aequatoriensis Prance (1999 publ. 2000)
- Hirtella americana L. (1753)
- Hirtella angustifolia Schott (1827)
- Hirtella angustissima Sandwith (1939)
- Hirtella araguariensis Prance (1972)
- Hirtella aramangensis Prance (1972)
- Hirtella arenosa Prance (1976)
- Hirtella bahiensis Prance (1972)
- Hirtella barnebyi Prance (1981)
- Hirtella barrosoi Prance (1972)
- Hirtella beckii Prance (1999)
- Hirtella bicornis Mart. & Zucc. (1832)
- Hirtella brachystachys Spruce ex Hook.f. (1867)
- Hirtella bullata Benth. (1840)
- Hirtella burchellii Britton (1890)
- Hirtella caduca Fanshawe & Maguire (1948)
- Hirtella carbonaria Little (1948)
- Hirtella castillana Prance (1999)
- Hirtella ciliata Mart. & Zucc. (1832)
- Hirtella conduplicata Prance (1976)
- Hirtella confertiflora Prance (1981)
- Hirtella cordifolia Prance (1972)
- Hirtella corymbosa Cham. & Schltdl. (1827)
- Hirtella couepiiflora Prance (1972)
- Hirtella cowanii Prance & Maguire (1972)
- Hirtella crusa Aguilar & D.Santam. (2017)
- Hirtella davisii Sandwith (1935)
- Hirtella deflexa Maguire, Fieldiana (1952)
- Hirtella dorvalii Prance (1972)
- Hirtella duckei Huber (1910)
- Hirtella elongata Mart. & Zucc. (1832)
- Hirtella enneandra Cuatrec., Fieldiana (1950)
- Hirtella eriandra Benth. (1840)
- Hirtella excelsa Standl. ex Prance (1972)
- Hirtella fasciculata Prance (1972)
- Hirtella floribunda Cham. & Schltdl. (1827)
- Hirtella glabrata Pilg. (1914)
- Hirtella glandulistipula Ducke (1922)
- Hirtella glandulosa Spreng. (1820)
- Hirtella glaziovii Taub. (1892)
- Hirtella gracilipes (Hook.f.) Prance (1972)
- Hirtella guainiae Spruce ex Hook.f. (1867)
- Hirtella guatemalensis Standl. (1927)
- Hirtella guyanensis (Fritsch) Sandwith (1931)
- Hirtella hebeclada Moric. ex DC. (1825)
- Hirtella hispidula Miq. (1851)
- Hirtella hoehnei Pilg. (1922)
- Hirtella insignis Briq. ex Prance (1972)
- Hirtella juruenensis Pilg. (1922)
- Hirtella kuhlmannii Pilg. (1923)
- Hirtella lancifolia Ducke (1922)
- Hirtella latifolia Prance (1972)
- Hirtella lemsii L.O.Williams & Prance (1972)
- Hirtella leonotis Pittier (1923)
- Hirtella liesneri Prance (1989)
- Hirtella lightioides Rusby (1907)
- Hirtella longifolia Benth. ex Hook.f. (1867)
- Hirtella longipedicellata Prance (1972)
- Hirtella macrophylla Benth. ex Hook.f. (1867)
- Hirtella macrosepala Sandwith (1940)
- Hirtella magnifolia Prance (1978)
- Hirtella maguirei Prance (1990)
- Hirtella margae Prance, Proc. Kon. Nederl. Akad. Wetensch. (1986)
- Hirtella martiana Hook.f. (1867)
- Hirtella mucronata Prance (1972)
- Hirtella mutisii Killip & Cuatrec., Fieldiana (1951)
- Hirtella myrmecophila Pilg. (1905)
- Hirtella obidensis Ducke (1922)
- Hirtella orbicularis Prance (1972)
- Hirtella paniculata Sw. (1788)
- Hirtella papillata Prance (1994)
- Hirtella paraensis Prance (1972)
- Hirtella parviunguis Prance (1979)
- Hirtella pauciflora Little (1948)
- Hirtella pendula Sol. ex Lam. (1789)
- Hirtella physophora Mart. & Zucc. (1832)
- Hirtella pilosissima Mart. & Zucc. (1832)
- Hirtella pimichina Lasser & Maguire (1954)
- Hirtella piresii Prance (1972)
- Hirtella punctillata Ducke (1922)
- Hirtella racemosa Lam. (1789)
- Hirtella radamii Prance (1983)
- Hirtella rasa Standl., Publ. Field Mus. Nat. Hist. (1937)
- Hirtella revillae Prance (1978)
- Hirtella rodriguesii Prance (1972)
- Hirtella rugosa Thuill. ex Pers. (1805)
- Hirtella santosii Prance (1979)
- Hirtella scaberula Spruce ex Hook.f. (1867)
- Hirtella scabra Benth. (1840)
- Hirtella schultesii Prance (1972)
- Hirtella silicea Griseb. (1860)
- Hirtella sprucei Benth. ex Hook.f. (1867)
- Hirtella standleyi Baehni & J.F.Macbr., Publ. Field Mus. Nat. Hist. (1938)
- Hirtella subglanduligera Pilg. (1914)
- Hirtella subscandens Spruce ex Hook.f. (1867)
- Hirtella suffulta Prance (1972)
- Hirtella tentaculata Poepp. (1845)
- Hirtella tenuifolia Prance (1972)
- Hirtella thouarsiana Baill. ex Laness. (1886)
- Hirtella tocantina Ducke (1922)
- Hirtella triandra Sw. (1788)
- Hirtella trichotoma Prance (1992)
- Hirtella tubiflora Cuatrec., Fieldiana (1950)
- Hirtella ulei Pilg. (1905)
- Hirtella vesiculosa Suess. (1937)
- Hirtella zanzibarica Oliv. (1876)